# 小行星16804
小行星16804（16804 Bonini）是一颗绕太阳运转的小行星，为主小行星带小行星。该小行星于1997年9月27日发现。

## 轨道参数
小行星16804的轨道半长轴为2.4273758 UA，离心率为0.180。